# Медані
Медані (груз. მედანი) — село в Грузії.
За даними перепису населення 2014 року в селі проживає 328 осіб.